# Something Special (Pop Smoke)
Something Special è un brano musicale del rapper statunitense Pop Smoke incluso nell'album Shoot for the Stars, Aim for the Moon, pubblicato il 3 luglio 2020.

## Descrizione
Something Special, quattordicesimo brano dell'album in studio di debutto è stata prodotta da Kdi, CEO dell'etichetta discografica Desert Storm Records e vincitore di diversi Grammy.

## Composizione
Il brano campiona So Into You singolo di Fabolous e Tamia prodotto da Tim & Bob, che a sua volta campiona la canzone Say Yeah dei Commodores. Tutti gli autori delle canzoni sono infatti accreditati in Something Special, che prende anche il titolo da un verso del singolo di Tamia. Something Special è una canzone d'amore degli anni '90 R&B.

## Tracce
Testi e musiche di Bashar Jackson, Kenneth Ifill, Lionel Richie, Ronald LaPread, Tim Kelley, Tamia Washington, Ernesto Shaw, John Jackson.
1. Something Special – 2:38

## Classifiche
| Classifiche (2020) | Posizione massima |
| ------------------ | ----------------- |
| Australia          | 60                |
| Canada             | 33                |
| Nuova Zelanda      | 40                |
| Stati Uniti        | 41                |